# Teufelskerle in Fernost
Teufelskerle in Fernost (Originaltitel: Marines, Let’s Go) ist ein US-amerikanischer Kriegsfilm des Regisseurs Raoul Walsh aus dem Jahr 1961. Der Film, dessen Drehbuch nach einer Erzählung des Regisseurs entstand, spielt im Koreakrieg.

## Handlung
Während ihres Dienstes in Korea macht eine Gruppe Frontsoldaten Urlaub in Japan. Zu der Gruppe gehören der Bostoner Anwalt Chatfield, der die Koreanerin Song-Do heiraten will, der listige Roth, den alle „Das Hirn“ nennen, und „Let’s Go“ McCaffrey, ein trinkfester Soldat, der mit Chatfield nicht klarkommt. Die Männer amüsieren sich in den Badehäusern und Nachtclubs mit japanischen und amerikanischen Frauen. McCaffrey gerät in eine Schlägerei und soll vor ein Kriegsgericht gestellt werden. Er entgeht jedoch einer Verhandlung, weil alle Soldaten zur Front beordert werden, da eine chinesische Offensive bevorsteht.
Zurück in Korea kehrt Chatfield zu seiner Geliebten zurück. Das Paar wird jedoch von einer eifersüchtigen Rivalin Song-Dos verraten und von den Chinesen gefangen genommen. McCaffrey und seine Männer kommen rechtzeitig, um das Paar zu befreien und vor der drohenden Hinrichtung zu retten. Am nächsten Tag kommt es zu einem Gefecht mit chinesischen Soldaten, dabei wird McCaffrey schwer verwundet. Er schleppt sich zu Chatfield, drückt ihm die Hand und stirbt.

## Kritiken
Das Lexikon des internationalen Films bezeichnete den Film als „Ansammlung billigster ‚Schütze-Bumm‘-Scherze, exemplarisch für die immer mehr nach unten gerichtete Verharmlosungstendenz im Kriegsfilm aus Hollywood während der 60er Jahre. Auffällig ist die Parallele zu den Militärschwanks und Heldenliedern im deutschen Film der 30er Jahre.“
Howard Thompson von der New York Times schrieb, „der Film liefere die meisten Urlaubs- und Schlachtfeldklischees seit Einführung des Tonfilms und füge einige Dummheiten eigener Art hinzu“.

## Hintergrund
Die Uraufführung fand am 15. August 1961 in New York City statt. In Deutschland erschien der Film am 10. November des gleichen Jahres.
Gedreht wurde in und um Kyōto in Japan.
Lucien Ballard wurde als Ersatz für den ursprünglich engagierten Kameramann Charles G. Clarke eingesetzt. Clarke erlitt kurz nach seiner Ankunft in Kyōto eine Herzanfall und musste zurück in die Vereinigten Staaten reisen.